# Quercus mongolicodentata
Quercus mongolicodentata är en bokväxtart som beskrevs av Takenoshin Nakai. Quercus mongolicodentata ingår i släktet ekar, och familjen bokväxter. Inga underarter finns listade.